# Шапур V
Шапур-и Шахрвараз (средњоперсијски: 𐭱𐭧𐭯𐭥𐭧𐭥𐭩𐭩 𐭧𐭱𐭨𐭥𐭥𐭥𐭰‎, у значењу "Шапур, син Шахрвараза") такође познат као Шапур V, био је сасанидски краљ (шах) Ирана 630. године.

## Биографија
Шапур-и Шахрвараз је био син Шахрбараза, угледног иранског војног заповедника (спахбед) и накратко шаха Ирана. Шапурова мајка била је сестра Хозроја II. Након што је Боран свргнутa 630. године, Шапур је постао краљ Ирана, али су га убрзо свргнули племићи који нису признали његову владавину. Наследилa га је његовa рођакa Азармидохт. Када је постала краљица Ирана, Фарух Хормизд joj је предложио да се уда за њега, што је Шапур заговарао; међутим, Азармидохт је одбила предлог и наљутила се на Шапура који се тиме слагао.Шта се након тога догодило са Шапуром није познато.